# Double Jeopardy (Beverly Hills, 90210)
Double Jeopardy is de vijfentwintigste aflevering van het vijfde seizoen van het tienerdrama Beverly Hills, 90210, die voor het eerst werd uitgezonden op 29 maart 1995.

## Verhaal
Brandon en Clare strijden beide voor een plaats in de finale voor universiteits Jeopardy. Eerst beginnen ze een sportieve strijd, maar onderweg wordt de strijd grimmiger. Dit wordt voornamelijk veroorzaakt door de helpers, Steve die Brandon en Donna die Clare ondersteund.
Jesse en Andrea proberen hun problemen uit te praten maar het leidt tot een grote ruzie en Jesse besluit het huis te verlaten. Jesse komt Dylan tegen in de Peach Pitt en zet hem onder lichte druk om hem in zijn huis te nemen. Dit gaat op begin nog wel goed maar Jesse werkt hem steeds meer op zijn zenuwen. Als Valerie Andrea tegenkomt op school biedt Valerie zich aan om op Hannah te passen omdat Andrea een afspraak heeft. Valerie wil Dylan verrassen met een bezoek met Hannah, als ze daar aankomt vraagt Jesse wat Hannah bij haar doet. Valerie weet van niets en zegt dat Andrea een afspraak had. Jesse denkt meteen dat Andrea bij Peter is en gaat naar zijn ouders samen met Hannah.
Brandon en Clare hebben de eerste voorrondes opzitten en zitten samen met Steve, Donna en Kelly te praten in de After Dark. Dan stellen ze voor om Jeopardy te oefenen, Steve stelt de vragen en Brandon en Clare spelen tegen elkaar. Als Andrea binnenkomt stelt Kelly voor dat Andrea meedoet omdat zij ook een fan van het spel is. Andrea maakt ze helemaal in. Als Valerie binnenkomt dan zegt ze tegen Andrea wat er gebeurd is en dat Jesse wil scheiden. Ze schrikt hiervan en rent weg. De volgende morgen doet Andrea ook mee met de voorrondes en dan komt Jesse ook met Hannah en wil hun huwelijk nog een kans geven. Andrea helemaal gelukkig gaat door naar de finale van Jeopardy, ze wint het spel.
Als Kelly en David bij Jackie op bezoek komen vinden ze Jackie en Mel in bed en kijken zeer gelukkig. Ze willen weer met elkaar verder.

## Rolverdeling
- Jason Priestley - Brandon Walsh
- Jennie Garth - Kelly Taylor
- Ian Ziering - Steve Sanders
- Gabrielle Carteris - Andrea Zuckerman
- Luke Perry - Dylan McKay
- Brian Austin Green - David Silver
- Tori Spelling - Donna Martin
- Tiffani Thiessen - Valerie Malone
- Carol Potter - Cindy Walsh
- James Eckhouse - Jim Walsh
- Mark D. Espinoza - Jesse Vasquez
- Kathleen Robertson - Clare Arnold
- Joe E. Tata - Nat Bussichio
- Jamie Walters - Ray Pruit
- Ann Gillespie - Jackie Taylor
- Matthew Laurance - Mel Silver
- Nicholas Pryor - Milton Arnold
- Paige Kettner en Ryanne Kettner - Erin Silver